# Kuskus pozemní
Kuskus pozemní (Phalanger gymnotis nebo Strigocuscus gymnotis) je vačnatec z čeledi kuskusovitých.
Tělesná hmotnost kuskuse pozemního je v průměru 2,5–3 kg. Délka hlavy a těla je přibližně 440 mm a délka ocasu 330 mm, ale u volně žijící populace jsou hmotnosti a délky kolísavé v závislosti na jejich výskytu (největší jedince nalezneme v nížinných oblastech, nejmenší jsou ve vyšších). Na zadních končetinách má kuskus palec, kterým se může dotýkat ostatních prstů. Má také chápavý ocas, který mu umožňuje snadný přesun ze stromu na strom pro potravu.
Jeho srst je krátká a hustá, obvykle v některém odstínu šedé, často s bílým břichem a šourkem. Má velká chodidla s pěti prsty s drápy. Uši jsou nápadné a holé. Vak se otvírá dopředu a obsahuje 4 mléčné žlázy.
Kuskus pozemní je endemitem Nové Guiney a Aruských ostrovů. Obývá lesy i buš. Obvykle se vyskytuje v nadmořských výškách mezi 500–1500 m, ale byl zaznamenán i ve 200 a 2600 m. Bažinatým oblastem, deltám a záplavovým územím se zpravidla vyhýbá.
Rozlišují se dva poddruhy: nominátní Phalanger gymnotis gymnotis a Phalanger gymnotis leucippus – kuskus novoguinejský.

## Chov v zoo
V zoo je tento druh chován velmi vzácně. Na celém světě bylo v roce 2017 v databázi ZIMS uváděno pouhých 16 institucí. V Evropě jej v březnu 2019 chovalo 15 zoo. V Česku jsou k vidění ve čtyřech zoo:
- Zoo Hluboká
- Zoo Jihlava
- Zoo Plzeň
- Zoo Praha

### Chov v Zoo Praha
V Zoo Praha je tento druh chován od roku 2001 a první úspěšný odchov se podařil v roce 2005, a jednalo se tak o český prvoodchov (v Plzni první 2011). Do počátku roku 2018 se podařilo odchovat 15 mláďat. V roce 2019 bylo odchováno jedno mládě, a na konci daného roku tak byli chováni tři jedinci.